# Lista episoadelor din Tales from the Darkside
Aceasta este lista episoadelor serialului Tales from the Darkside:

## Prezentare generală
| Sezon     | Episoade | Premiera TV | Premiera TV România |
| --------- | -------- | ----------- | ------------------- |
| Sezonul 1 | 24       | 1984-1985   |                     |
| Sezonul 2 | 24       | 1985-1986   |                     |
| Sezonul 3 | 22       | 1986-1987   |                     |
| Sezonul 4 | 20       | 1987-1988   |                     |

## Sezonul 1
Sezonul 1 a avut 24 de episoade și premiera între 1983/1984 - 1985.
- Episod-pilot: "Trick or Treat"[2]

1. The New Man
2. I'll Give You a Million
3. Pain Killer
4. The Odds
5. Mookie and Pookie
6. Slippage
7. Inside the Closet
8. The Word Processor of the Gods
9. A Case of the Stubborns
10. Djinn, No Chaser
11. All a Clone by the Telephone
12. In the Cards
13. Anniversary Dinner
14. Snip, Snip
15. Answer Me
16. The Tear Collector
17. The Madness Room
18. If the Shoes Fit...
19. Levitation
20. It All Comes Out in the Wash
21. Bigalow's Last Smoke[3]
22. Grandma's Last Wish
23. The False Prophet

## Sezonul 2
Sezonul 2 a avut 24 de episoade și premiera între 1985-1986.
1. The Impressionist
2. Lifebomb
3. Ring Around the Redhead
4. Parlour Floor Front
5. Halloween Candy
6. The Satanic Piano
7. The Devil's Advocate
8. Distant Signals
9. The Trouble with Mary Jane
10. Ursa Minor
11. Effect and Cause
12. Monsters in My Room
13. Comet Watch
14. Dream Girl
15. A New Lease on Life
16. Printer's Devil
17. The Shrine
18. The Old Soft Shoe
19. The Last Car
20. A Choice of Dreams
21. Strange Love
22. The Unhappy Medium
23. Fear of Floating
24. The Casavin Curse

## Sezonul 3
Sezonul 3 a avut 22 de episoade și premiera între 1986-1987.
1. The Circus
2. I Can't Help Saying Goodbye
3. The Bitterest Pill
4. Florence Bravo
5. The Geezenstacks
6. Black Widows
7. Heretic
8. A Serpent's Tooth
9. Baker's Dozen
10. Deliver Us From Goodness
11. Seasons of Belief
12. Miss May Dusa
13. The Milkman Cometh
14. My Ghostwriter - The Vampire
15. My Own Place
16. Red Leader
17. Everybody Needs a Little Love
18. Auld Acquaintances
19. The Social Climber
20. The Swap
21. Let the Games Begin
22. The Enormous Radio

## Sezonul 4
Sezonul 4 a avut 20 de episoade și premiera între 1987-1988.
1. Beetles
2. Mary, Mary
3. The Spirit Photographer
4. The Moth
5. No Strings
6. The Grave Robber
7. The Yattering and Jack
8. Seymourlama
9. Sorry, Right Number[7][8]
10. Payment Overdue
11. Love Hungry
12. The Deal
13. The Apprentice
14. The Cutty Black Sow
15. Do Not Open This Box
16. The Family Reunion
17. Going Native
18. Hush
19. Barter
20. Basher Malone